# Тшецякув
Тшецякув (пол. Trzeciaków) — село в Польщі, у гміні Мелґев Свідницького повіту Люблінського воєводства.
Населення — 174 особи (2011).
У 1975-1998 роках село належало до Люблінського воєводства.

## Демографія
Демографічна структура станом на 31 березня 2011 року:
|          | Загалом | Допрацездатний вік | Працездатний вік | Постпрацездатний вік |
| -------- | ------- | ------------------ | ---------------- | -------------------- |
| Чоловіки | 81      | 20                 | 52               | 9                    |
| Жінки    | 93      | 19                 | 54               | 20                   |
| Разом    | 174     | 39                 | 106              | 29                   |